# Georges Marquet
Georges Marquet, vero nome Joseph Hubert George Marquet (Jemeppe-sur-Meuse, 19 settembre 1866 – Nizza, 29 marzo 1947), è stato un imprenditore e politico belga di origine vallona.
Noto principalmente come proprietario di hotel di lusso e case da gioco, nonché come uno degli uomini più ricchi del Belgio, è stato anche Deputato liberale presso la Camera dei rappresentanti belga dal 1929 al 1936, per due legislature (La 29° e la 30°).

## Biografia

### Le origini
Georges Marquet nacque da Jean-Jacques “Hubert” (1824-1878), battelliere e da Anne-Marie Savy (1829-1900), proprietaria di una caffetteria. Appena quindicenne, entrò come apprendista in un’azienda metalmeccanica di Rocroi, nelle Ardenne, ma, dopo essere stato accusato di furto, fuggì in Francia. In seguito lavorò a Liegi e, più tardi, nel 1885, si trasferì a Namur per lavorare come cameriere al buffet della stazione. Tre anni più tardi divenne direttore di un café ed acquistò un piccolo albergo coi proventi di una eredità di 40.000 fr. della moglie, ma dovette dichiarare fallimento.

### Imprenditore del gioco d’azzardo
Nel 1891 ottenne dalla città di Namur la concessione dell’antica kursaal locale con la promessa di organizzare un festival estivo di operetta e concerti presso il parco Louise-Marie. Nel 1892 prese in gestione il ristorante della suddetta kursaal e, successivamente, fu nominato commissario del casinò-kursaal di Dinant, ottenendo la concessione dei giochi. Nel 1893 ottenne la stessa concessione anche dalla città di Namur.
Sia qui che a Dinant, all’interno delle varie kursaal riuscì a creare alcuni circoli privati esclusivi, chiamati Cercle Privé des Etrangers, dove esercitare il gioco d’azzardo, in particolare la roulette e il 30 et 40. Ciò gli diede la possibilità di sostenere finanziariamente molte associazioni ed attività, che lo resero popolare. Divenne così presidente della Association des Commerçants de Namur-Centre e di Namur-Attractions. Nel 1896 aprì la sua prima sala da gioco a Ostenda, vicino alla Zeedijk, presso il Grand Hotel Central.
Nel 1897, però, a causa di alcuni problemi di carattere fiscale, che condizionarono anche i suoi rapporti con l’amministrazione locale, Marquet fu costretto ad allontanarsi da Namur, anche se continuò comunque a mantenere buoni contatti con la città, come dimostra del resto ciò che avvenne nel 1903, quando, dopo un secondo posto ottenuto dall’Orchestra sinfonica locale La Concorde al concorso di Bruxelles, acquistò per essa 110 nuovi strumenti musicali.
Nel 1904 si trasferì nella cittadina vallona di Merbes-le-Château e, successivamente, nella capitale belga Bruxelles, per la precisione nella centrale Avenue de Tervueren. Nel corso degli anni, oltre a Namur, Dinant e Ostenda, alla lista delle località in cui Marquet gestì sale da gioco si aggiunsero progressivamente anche altre località, estere e non, come le francesi Parigi, Aix-en-Provence, Pau e Nizza, l’egiziana il Cairo, la belga Spa, la greca Corfù e la spagnola San Sebastián.
Arrivò nella città dei Paesi Baschi nel 1905, non prima però di essere riuscito, nel 1904, ad ottenere anche la concessione della kursaal di Ostenda al prezzo di 600.000 fr. Proprio quest’ultima struttura viene menzionata ripetutamente anche in alcune importanti note investigative italiane degli anni ‘10 del Novecento, riguardanti i rapporti di affari che Marquet allacciò con il liberale italiano Filippo Naldi, allora condirettore del bolognese Il Resto del Carlino.
Sempre nel 1904 venne segnalato come direttore generale della Société des Bains de Mer d’Ostende e si impegnò per organizzare numerose attività artistiche in parallelo all’attività del casinò. L’anno successivo, infatti, insieme all’avvocato ed amico Edmond Picard e all’editore Géo Daveluy, diede vita all’associazione Ostende Centre d'Art, attraverso cui organizzò importanti eventi culturali ed artistici all’interno del casinò-kursaal ostendese da lui gestito.
Tra il 1905 e il 1908 vi si esibirono il violinista belga Eugène Ysaÿe, il pianista belga Jan Blockx, il direttore d’orchestra spagnolo Pau Casals, il pianista francese Camille Saint-Saëns e persino il grande musicista tedesco Richard Strauss. Vi si tennero anche numerose conferenze, di cui le più importanti furono quelle dei poeti belgi Camille Lemonnier e Émile Verhaeren, dello scrittore belga Georges Eekhoud e del noto politico socialista vallone Jules Destrée.
Come aveva fatto tempo prima a Namur, Marquet iniziò a distribuire soldi senza risparmiarsi, riuscendo così a garantirsi una grande popolarità anche ad Ostenda, soprattutto tra i commercianti, grazie anche alle cosiddette Stoeten van Marquet (Sfilate di Marquet), prestigiose cavalcate per la promozione del turismo, nate per sua iniziativa. In seguito, nel 1910, riuscì ad ottenere anche la concessione del casinò di Blankenberge e divenne proprietario del settimanale ostendese Le Carillon.
Spesso citato in giudizio, poiché il gioco rimaneva comunque una disciplina ai margini della legalità, fu tuttavia sempre assolto. Anche se, a un certo punto della sua vita, forse per evitare eventuali guai giudiziari, decise lasciare le Fiandre per trasferirsi nel sud dell'Europa. Marquet divenne così dapprima azionista della Société des bains de mer de Monaco (SBM), con una quota azionaria di 50.000 £ e, successivamente, nel 1911, presidente della Compagnie des Bains de Mer a Monte Carlo.

#### I rapporti con Filippo Naldi per il gioco in Italia
A metà degli anni dieci, Roberto Lombardo, un avvocato bolognese che era in rapporti di lavoro con il giornalista Filippo Naldi, si recò a Barcellona accompagnando alcuni ufficiali dell’Aviazione militare italiana per la ricerca di acciaio. In seguito si spostò a Madrid, dove alloggiò in uno degli hotel di Marquet, l’Hotel Palace. In quell’occasione chiese al direttore dell’hotel di metterlo in contatto con Marquet, affinché gli facilitasse l’acquisto di acciaio presso gli altiforni di Malaga, di cui il belga era presidente.
Nel corso dell’incontro, avvenuto a Nizza, Marquet parlò però anche e soprattutto di stabilimenti balneari e gioco d’azzardo, dicendo che, se avesse ottenuto la concessione del monopolio degli stabilimenti balneari in Italia, al fine di impiantarvi sale da gioco, sarebbe stato disposto a versare all’erario italiano un canone annuo di 100 milioni, sul quale sarebbe stato disposto a versare anche un’anticipazione immediata di 500 milioni in oro.
Nell’aprile del 1917 Lombardo si incontrò nuovamente con Marquet a Parigi. All’incontro presenziarono anche Naldi e Federico Politano della Società Ceirano Automobili Torino, quest’ultima cointeressata nella ricerca di acciaio per l’aviazione. Il mese successivo fu Naldi ad occuparsi del progetto di Marquet, parlandone al Commendatore casertanoAntonio Dell’Abbadessa, vice direttore generale delle Gabelle presso il Ministero delle finanze.
Naldi disse che sarebbe stata provvidenziale per l’Italia l’assunzione, da parte di alcuni banchieri, dello sfruttamento delle stazioni climatiche e balneari italiane con facoltà di esercitarvi il gioco d’azzardo e chiese a Dell’Abbadessa di esporre il progetto all’allora Ministro delle finanze, Filippo Meda. Poco dopo il vice direttore generale delle Gabelle ne parlò effettivamente con Meda, ma il Ministro bocciò senza esitazioni l’idea di Marquet, Lombardo e Naldi.

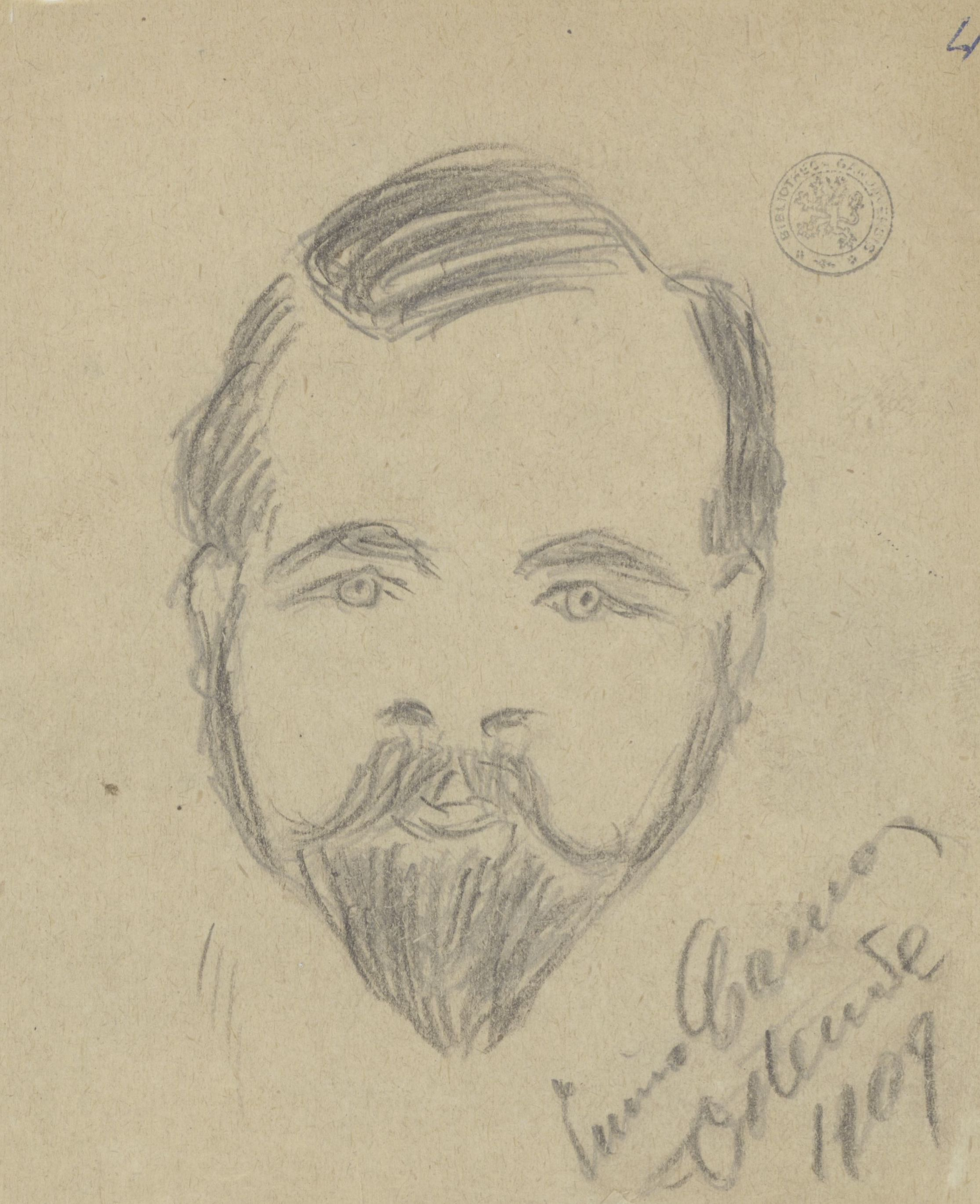
Portrait of Georges Marquet by Enrico Caruso, 1909

### Imprenditore nel settore alberghiero di lusso
Parallelamente all’attività di imprenditore del gioco d’azzardo, Marquet svolse con grande successo anche quella di imprenditore nel settore alberghiero di lusso e in quello immobiliare, reinvestendovi le considerevoli somme guadagnate attraverso le sale da gioco. Nel 1907 fondò la Société Anonyme Les Grands Hôtels Belges, la quale aveva nel proprio portafoglio, tra gli altri, il Café des Trois Suisses di Bruxelles, l’Hôtel du Phare di Liegi e l’Hôtel de l’Empereur di Ostenda.
Nel 1908 la stessa società ottenne consistenti capitali per la realizzazione de Le Palace Hotel Bruxelles, un hotel di lusso che Marquet fece costruire nel corso di quell’anno nelle vicinanze della stazione di Bruxelles Nord e che era stato pensato per i visitatori della Esposizione mondiale del 1910. Mentre nel 1912, su suggerimento del Re Alfonso XIII di Spagna, fece costruire, a Madrid, l’Hotel Palace, il quale sarà gestito da Les Grands Hôtels Européens, società di cui lo stesso Marquet sarà presidente.
Tra gli hotel gestiti da tale società vi furono anche l’Hôtel Astoria di Bruxelles, inaugurato nel 1909, l’Hôtel Negresco di Nizza, costruito nel 1913, l’Hôtel Claridge di Parigi, terminato nel 1914 e l’Heliopolis Palace Hotel, costruito tra il 1908 e il 1910, ora palazzo ufficiale del Presidente egiziano. Nel 1922, attraverso la Société Hôtel du Château d'Ardenne, di cui era direttore, diede nuova vita al Château royal d'Ardenne di Houyet, che era stato chiuso nel 1911 dalla precedente proprietaria, la Compagnie internationale des Grands Hôtels (CIGH), filiale della CIWL.
Lo Château royal d'Ardenne rimase sotto la direzione della famiglia Marquet per ben tre generazioni, dal 1922 fino al 1949. Altri hotel europei collegati alla società Les Grands Hôtels Européens furono l’Hotel Ritz di Madrid, inaugurato nel 1910, l’Hôtel Negresco di Nizza (1913), l’Hotel Real di Santander, fatto costruire dal Re spagnolo nel 1916, il Continental Palace Hotel di San Sebastián e l’Hotel Alfonso XIII di Siviglia, costruito dal 1916 al 1928 in vista della Esposizione iberoamericana di Siviglia del 1929.

### Produttore di armamenti durante la Grande guerra
Durante la Grande guerra frequentò principalmente la Spagna, dove creò anche l’Ippodromo di San Sebastian, inaugurato dal Re nel 1916. Nello stesso anno comprò anche una fabbrica di armamenti in Portogallo e si arricchì ulteriormente vendendo armi agli Alleati.

#### L’aviazione italiana e gli altiforni di Malaga
Marquet fu anche presidente della Sociedad de Altos Hornos de Andalucia, con sede a Malaga. Come detto, verso la metà degli anni dieci, una delegazione dell’Aviazione italiana capitanata dall’avvocato Roberto Lombardo si era recata dapprima a Barcellona e successivamente a Madrid, al fine di incontrarlo per trattare l’acquisto di acciaio prodotto dai suoi altiforni. Lombardo era il rappresentante di un gruppo che aveva la licenza di fabbricazione di motori d’aviazione Hispano-Suiza. 
Il giornalista Filippo Naldi dichiarò di essere stato colui che, nel 1915, aveva presentato Lombardo al cuneese Federico Politano della SCAT, la quale aveva la concessione per fabbricare motori Hispano-Suiza in Italia. Ed anche che ciò aveva permesso alla società automobilistica torinese di concludere un contratto per la fabbricazione di tali motori. È ipotizzabile quindi che il viaggio di Lombardo in Spagna sia stato necessario principalmente per ottenere l’acciaio utile per produrre tali motori.

### Attività politica
Nella primavera del 1911, Emile Renders, un amico antiquario di Bruges, presidente della Guardia Giovanile Liberale, gli aveva offerto un seggio al Senato in cambio di sostegno finanziario al Partito Liberale della propria città. Marquet iniziò così a finanziare varie organizzazioni sociali e culturali liberali, sia a Bruges che a Torhout. Tuttavia, l’ala conservatrice del partito e parte di quella progressista si schierarono contro la sua candidatura. Ciò provocò una spaccatura interna, con due fazioni opposte: una marquetista e una anti-marquetista.
Nel settembre del 1911, però, i marquetisti riuscirono ad averlo come membro della Van Gheluwe’s Genoothschap, una potente associazione-club che fungeva, in pratica, da antenna sociale per il Partito Liberale delle Fiandre. Ciò li portò, nel dicembre dello stesso anno, ad assumere il controllo del Comitato centrale della stessa associazione e a facilitare la creazione, all'interno di essa, di un fondo assicurativo contro la malattia. Con il sostegno di tale associazione, l’elezione al Senato di Marquet sembrava certa.
Ma il 15 aprile 1912, al suo ritorno da Nizza, rinunciò clamorosamente a qualsiasi candidatura alle elezioni legislative 1912, nonostante un referendum interno alla Liberale Associatie di Bruges avesse decretato lecita la scelta del candidato con 1140 voti a favore e 1092 contrari. I motivi del ritiro furono legati alla violenta campagna di stampa che le autorità nazionali del Partito Liberale belga avevano lanciato contro di lui.
La “vendetta” contro chi lo aveva spinto a rinunciare alla candidatura arrivò quando il prete fiammingo Florimond Fonteyne, di cui sosteneva finanziariamente le candidature municipali e legislative, venne eletto alla Camera dei rappresentanti del Belgio, a spese nientemeno che di uno dei leader liberali: Albert Thooris. A causa della sconfitta, avvenuta anche perché gli elettori gli preferirono il collega Alphonse Dumon, Thooris decise di lasciare la politica.
Fu solo molto più tardi, nel 1929, che Marquet decise di realizzare le proprie ambizioni politiche, presentandosi al Senato nell’arrondissement di Ostenda-Veurnes-Diksmuide. Sorprendentemente, però, non fu eletto. Fu Adolphe Buyl, membro eletto della Camera dei rappresentanti, a dimettersi in suo favore, permettendogli pertanto di prendere posto, finalmente, tra i banchi della Camera. L’imprenditore mantenne il proprio posto di deputato fino al 1936, per ben due legislature.

### Altre attività
Nel 1926 divenne il principale azionista e proprietario della casa automobilistica belga Minerva. Nel 1928 il figlio di Marquet (Georges junior), prese il posto che Sylvain de Jong, fondatore di tale casa, aveva mantenuto all’interno della stessa fino alle dimissioni. L’anno dopo Georges senior assunse la presidenza del consiglio d’amministrazione della casa stessa. Georges senior fu anche vice presidente della Alliance Internationale de l'Hôtellerie e presidente della Fédération Nationale de l'Hôtellerie Belge.
L’imprenditore ebbe anche una parentesi calcistica, quando, nel 1911, tentò di assumere la carica di presidente onorario del Club Brugge. Carica a cui, però, dovette rinunciare, a causa di varie opposizioni interne al club, finendo così con l’accontentarsi di un ruolo minore.